# Mieczysław Poniewski
Mieczysław Edward Poniewski (ur. 1943 w Kielcach) – polski inżynier mechanik, profesor nauk technicznych, w kadencjach 1993–1996 i 1996–1999 prorektor Politechniki Świętokrzyskiej.

## Życiorys
Absolwent I Liceum Ogólnokształcącego im. Stefana Żeromskiego w Kielcach (1961). W 1967 ukończył studia na Wydziale Mechanicznym Energetyki i Lotnictwa Politechniki Warszawskiej. Doktoryzował się tamże w 1975, natomiast stopień doktora habilitowanego uzyskał w 1989 na podstawie pracy pt. Termodynamiczna analiza kryzysu wrzenia błonowego. Tytuł naukowy profesora nauk technicznych otrzymał 16 października 2001.
W 1967 podjął pracę na Politechnice Warszawskiej. W latach 1980–1990 na uczelni tej kierował Laboratorium Zastosowań Informatyki. Następnie został zatrudniony na Politechnice Świętokrzyskiej. W kadencjach 1993–1996 i 1996–1999 pełnił funkcję prorektora tej uczelni. W latach 1991–2006 był ponadto kierownikiem Katedry Termodynamiki i Mechaniki Płynów na Wydziale Mechatroniki i Budowy Maszyn PŚk. W 2008 objął stanowisko profesora zwyczajnego w Instytucie Inżynierii Mechanicznej na Wydziale Budownictwa, Mechaniki i Petrochemii w Płocku Politechniki Warszawskiej. W latach 2008–2016 był dyrektorem tego instytutu.
Odbył staże naukowe na University of California, University of Houston oraz w Instytucie Wymiany Ciepła i Masy w Mińsku. W latach 2006–2010 pełnił funkcję przewodniczącego Stowarzyszenia Polskich Energetyków. Współautor podręcznika akademickiego pt. Termodynamika procesów nierównowagowych (Warszawa 2008). Był członkiem Komitetu Termodynamiki i Spalania PAN. 
W 2002 r. został odznaczony Krzyżem Kawalerskim Orderu Odrodzenia Polski. W 2024 otrzymał Nagrodę Miasta Kielce.